# قوائم فرق بطولة أمم أوروبا 2004
القوائم التالية هي قوائم الفرق المشاركة في بطولة أمم أوروبا 2004 التي أقيمت في البرتغال في الفترة ما بين 12 يونيو إلى 4 يوليو 2004.

## المجموعة الأولى

### اليونان
مدرب الفريق : أوتو ريهاغل
1. أنطونيس نيكوبوليديس
2. يوركاس سيتاريديس
3. ستيليوس فينيتيديس
4. نيكوس دابيزاس
5. ترايانوس ديلاس
6. أنجيلوس باسيناس
7. ثيودوروس زاغوراكيس
8. ستيليوس ياناكوبولوس
9. أنجيلوس خاريستياس
10. فاسيليس تسيارتاس
11. ديميس نيكولايديس
12. قسطنطينوس خالكياس
13. ثيوفانيس كاترجياناكيس
14. تاكيس فيساس
15. زيسيس فريزاس
16. بانتيليس كافيس
17. جورجيوس جورجياديس
18. يانيس غوماس
19. ميخاليس كابسيس
20. جورجيوس كاراغونيس
21. قسطنطينوس كاتسورانيس
22. ديميتريس بابادوبولوس
23. فاسيليس لاكيس

### البرتغال
مدرب الفريق : لويس فيليب سكولاري
1. ريكاردو باريرا
2. باولو فيريرا
3. روي جورجي
4. جورجي أندرادي
5. فرناندو كوتو
6. كوستينها
7. لويس فيغو
8. بيتيت
9. بيدرو باوليتا
10. روي كوستا
11. سيماو سابروسا
12. كويم
13. ميغيل مونتيرو
14. نونو فالينتي
15. بيتو
16. ريكاردو كارفاليو
17. كريستيانو رونالدو
18. مانيش
19. تياغو مينديز
20. ديكو
21. نونو غوميز
22. جوزيه موريرا
23. هيلدر بوستيغا

### روسيا
مدرب الفريق : جورجي يارتسيف
1. سيرغي أوفتشينيكوف
2. فلاديسلاف راديموف
3. دميتري سيتشيف
4. أليكسي سميرتين
5. أندريه كارياكا
6. إيغور سيمشوف
7. مارات إسماعيلوف
8. رولان غوسيف
9. دميتري بوليكين
10. ألكسندر موستوفوي
11. ألكسندر كيرجاكوف
12. فياتشيسلاف مالافييف
13. رومان شارونوف
14. ألكسندر أنيوكوف
15. دميتري ألينيتشيف
16. فاديم إفسييف
17. دميتري سينيكوف
18. دميتري كيريتشينكو
19. فلاديمير بيستروف
20. دميتري لوسكوف
21. أليكسي بوغاييف
22. يفغني ألدونين
23. إيغور أكينفييف

### إسبانيا
مدرب الفريق : إيناكي سايز
1. سانتياغو كانيزاريس
2. خوان كابديفيلا
3. كارلوس مارتشينا
4. دافيد ألبيلدا
5. كارليس بويول
6. إيفان هيلغيرا
7. راؤول غونزاليس
8. روبن باراخا
9. فرناندو توريس
10. فيرناندو موريانتس
11. ألبرتو لوكي
12. غابري غارسيا
13. دانييل أرانزوبيا
14. فيسنتي رودريغيز
15. راؤول برافو
16. تشابي ألونسو
17. جوسيبا إتشبيريا
18. سيزار مارتن
19. خواكين سانشيز
20. تشافي هيرنانديز
21. خوان كارلوس فاليرون
22. خوانيتو
23. إيكر كاسياس

## المجموعة الثانية

### كرواتيا
مدرب الفريق : أوتو باريتش
1. فلاديمير فاسيلي
2. ماريو توكيتش
3. جوسيب سيمونيتش
4. ستيبان توماس
5. إيغور تيودور
6. بوريس زيفكوفيتش
7. ميلان راباييتش
8. داريو سرنا
9. دادو برشو
10. نيكو كوفاتش
11. توميسلاف سوكوتا
12. توميسلاف بوتينا
13. داريو سيميتش
14. ماتو نيريتلياك
15. جيركو ليكو
16. ماركو بابيتش
17. إيفان كلاسنيتش
18. إيفيكا أوليتش
19. إيفيكا مورنار
20. جيوفاني روسو
21. روبرت كوفاتش
22. نيناد بيليكا
23. جوي ديدوليكا

### إنجلترا
مدرب الفريق : زفن غوران إريكسون
1. ديفيد جايمس
2. غاري نيفيل
3. أشلي كول
4. ستيفن جيرارد
5. جون تيري
6. سول كامبل
7. ديفيد بيكهام
8. بول سكولز
9. واين روني
10. مايكل أوين
11. فرانك لامبارد
12. واين بريدج
13. بول روبنسون
14. فيل نيفيل
15. ليدلي كينغ
16. جيمي كاراغر
17. نيكي بات
18. أوين هارغريفز
19. جو كول
20. كيرون داير
21. إيميل هيسكي
22. إيان والكر
23. داريوس فازيل

### فرنسا
مدرب الفريق : جاك سانتيني
1. ميكائيل لاندرو
2. جان ألان بومسونغ
3. بيسنتي ليزارازو
4. باتريك فييرا
5. ويليام غالاس
6. كلود ماكيليلي
7. روبير بيريز
8. مارسيل ديساييه
9. لويس ساها
10. زين الدين زيدان
11. سيلفان ويلتورد
12. تيري هنري
13. ميكائيل سيلفيستر
14. جيروم روثين
15. ليليان تورام
16. فابيان بارتيز
17. أوليفر داكورت
18. بينوا بيدريتي
19. ويلي سانيول
20. ديفيد تريزيغيه
21. ستيف مارليت
22. سيدني جوفو
23. غريغوري كوبيه

### سويسرا
مدرب الفريق : كوبي كون
1. يورغ ستيل
2. بيرنت هاس
3. برونو بيرنر
4. ستيفان هينتشوز
5. مراد ياكين
6. يوهان فوغل
7. ريكاردو كابانياس
8. رافائيل فيكي
9. ألكسندر فراي
10. هاكان ياكين
11. ستيفان تشابويسات
12. باسكال زوبربولر
13. ماركو زفيسيغ
14. لودوفيك مانيان
15. دانييل غيغاكس
16. فابيو سيليستيني
17. كريستوف سبيخر
18. بينجامين هوغل
19. ترانكيلو بارنيتا
20. باتريك مولر
21. ميلايم راما
22. يوهان فونلانثون
23. سيباستيان روث

## المجموعة الثالثة

### بلغاريا
مدرب الفريق : بلامين ماركوف
1. زدرافكو زدرافكوف
2. فلاديمير إيفانوف
3. روسين كيريلوف
4. إيفايلو بيتكوف
5. زلاتومير زاغورتشيتش
6. كيريل كوتيف
7. دانييل بوريميروف
8. ميلين بيتكوف
9. ديميتار برباتوف
10. فيليزار ديميتروف
11. زدرافكو لازاروف
12. ستويان كوليف
13. جورجي بييف
14. جورجي تشيليكوف
15. ماريان خريستوف
16. فلاديمير مانتشيف
17. مارتن بتروف
18. بريدراغ بازين
19. ستيليان بتروف
20. فاليري بويينوف
21. زوران يانكوفيتش
22. إيليان ستويانوف
23. ديميتار إيفانكوف

### الدنمارك
مدرب الفريق : مورتن أولسن
1. توماس سورينسن
2. كاسبر بوغيلوند
3. رينيه هنريكسين
4. مارتن لاورسن
5. نيكلاس ينسن
6. توماس هيلفيغ
7. توماس غرافيسين
8. يسبر غرونكيار
9. جون دال توماسون
10. مارتن يورغنسن
11. إيبي ساند
12. توماس كالينبيرغ
13. بير كرولدروب
14. كلاوس ينسين
15. دانييل ينسين
16. بيتر سكوف ينسين
17. كريستيان بولسن
18. برايان بريسك
19. دينيس روميدال
20. كينيث بيريز
21. بيتر مادسين
22. ستيفان أنديرسين
23. بيتر لوفنكراندس

### إيطاليا
مدرب الفريق : جيوفاني تراباتوني
1. جانلويجي بوفون
2. كريستيان بانوتشي
3. ماسيمو أودو
4. كريستيانو زانيتي
5. فابيو كانافارو
6. ماتيو فيراري
7. أليساندرو ديل بييرو
8. جينارو غاتوزو
9. كريستيان فييري
10. فرانشيسكو توتي
11. برناردو كورادي
12. فرانشيسكو تولدو
13. أليساندرو نيستا
14. ستيفانو فيوري
15. جوسيبي فافالي
16. ماورو كامورانيزي
17. ماركو دي فايو
18. أنتونيو كاسانو
19. جيانلوكا زامبروتا
20. سيموني بيروتا
21. أندريا بيرلو
22. أنجلو بيروتسي
23. ماركو ماتيرازي

### السويد
مدربي الفريق : تومي سودربيرغ ولارس لاغرباك
1. أندرياس إيزاكسون
2. تيدي لوتشيتش
3. أولوف ميلبيرغ
4. يوهان ميالبي
5. إيريك إيدمان
6. توبياس ليندروث
7. ميكائيل نيلسون
8. أندرس سفينسون
9. فريدريك ليونبيرغ
10. زلاتان إبراهيموفيتش
11. هنريك لارسون
12. ماغنوس هيدمان
13. بيتر هانسون
14. ألكسندر أوستلوند
15. أندرياس ياكوبسون
16. كيم كالستروم
17. أندرس أندرسون
18. ماتياس يونسون
19. بونتوس فارنيرود
20. ماركوس ألباك
21. كريستيان فيلهلمسون
22. إيريك فالشتيدت
23. ماغنوس كيلشتيدت

## المجموعة الرابعة

### التشيك
مدرب الفريق : كاريل بروكنر
1. بيتر تشيك
2. زيدنيك غريغيرا
3. بافل ماريش
4. توماس غالاسيك
5. ريني بولف
6. ماريك يانكولوفسكي
7. فلاديمير سميتشر
8. كارل بوبورسكي
9. يان كولر
10. توماس روزيسكي
11. بافل نيدفيد
12. فراتيسلاف لوكفينتش
13. مارتن ييرانيك
14. ستيبان فايتشوشيك
15. ميلان باروش
16. يارومير بلازيك
17. توماش هوبتشمان
18. ماريك هاينز
19. رومان تيس
20. ياروسلاف بلاشيل
21. توماش أويفالوسي
22. دافيد روزيهنال
23. أنتونين كينسكي

### ألمانيا
مدرب الفريق : رودي فولر
1. أوليفر كان
2. أندرياس هينكل
3. أرني فريدريخ
4. كريستيان فورنز
5. ينز نوفوتني
6. فرانك باومان
7. باستيان شفاينشتايغر
8. ديتمار هامان
9. فريدي بوبيتش
10. كيفن كوراني
11. ميروسلاف كلوزه
12. ينز ليمان
13. مايكل بالاك
14. توماس برداريتش
15. سيباستيان كيل
16. ينز يرميز
17. كريستيان زيغه
18. فابيان إرنست
19. بيرند شنايدر
20. لوكاس بودولسكي
21. فيليب لام
22. تورستن فرينغز
23. تيمو هيلدبراند

### لاتفيا
مدرب الفريق : ألكساندرس ستراكوفس
1. ألكساندرس كولينكو
2. إيغورس ستيبانوفس
3. فيتالييس أستافييفس
4. ميخايليس زيملينسكيس
5. يوريس لايزانس
6. أوليغس بلاغوناديجدينس
7. ألكساندرس إيساكوفس
8. إيمانتس بليديليس
9. ماريس فيرباكوفسكيس
10. أندرييس روبينس
11. أندرييس بروخيرنكوفس
12. أندرييس بيديلس
13. يورغيس بوتشينسيكس
14. فالينتينس لوبانوفس
15. ماريس سميرنوفس
16. دزينتارييس زيرنيس
17. ماريان باخارس
18. إيغورس كورابلوفس
19. أندرييس شتولكيرس
20. أندرييس بافلوفس
21. ميخايليس ميخولابس
22. أرتورس زاكريشيفسكيس
23. فيتس ريمكوس

### هولندا
مدرب الفريق : ديك أدفوكات
1. إدوين فان در سار
2. مايكل رايزيغير
3. ياب ستام
4. ويلفريد بوما
5. جيوفاني فان برونكهورست
6. فيليب كوكو
7. أندي فان در مايده
8. إدغار ديفيدز
9. باتريك كلايفرت
10. رود فان نستلروي
11. رافائيل فان در فارت
12. روي مكاي
13. ساندر فيسترفيلد
14. ويسلي شنايدر
15. فرانك ديبور
16. مارك أوفرمارس
17. بيار فان هويدونك
18. جون هيتينغا
19. أرين روبن
20. كلارنس سيدورف
21. بول بوسفيلت
22. بودوين زين الدين
23. رونالد فاتريوس